# Gavin Rae
Gavin Paul Rae (Aberdeen, 28 novembre 1977) è un allenatore di calcio ed ex calciatore scozzese, di ruolo centrocampista.

## Carriera

### Club
Iniziò la sua carriera nel Dundee, dove si affermò come uno dei migliori centrocampisti scozzesi meritandosi anche la chiamata in nazionale. Dopo 8 anni e più di 200 presenze in campionato, nel gennaio 2004 si trasferì a giocare nei Rangers.
Debuttò con la squadra di Glasgow il 3 gennaio 2004 nel derby contro il Celtic, ma fu costretto a uscire dopo soli 30 minuti per un infortunio muscolare. Al suo rientro dall'infortunio riuscì a segnare il primo gol con la nuova maglia contro la sua vecchia squadra, il Dundee. La sua brillante carriera subì però una seria interruzione il 24 aprile 2004 quando, nella partita di campionato contro il Dundee United, si infortunò gravemente al ginocchio, rimanendo lontano dai campi di gioco per quasi due anni.
Il suo ritorno fu il 18 febbraio 2006 contro l'Hibernian e nel finale di quella stagione riuscì a riguadagnarsi la maglia da titolare anche grazie all'infortunio di Barry Ferguson.
Nella stagione 2006/2007 ha mantenuto il posto da titolare, ricevendo anche la fascia da capitano nelle partite in cui Barry Ferguson non era in campo.
A fine stagione ha però lasciato la squadra scozzese a parametro zero, passando al Cardiff City.

### Nazionale
Ha debuttato con la maglia della Nazionale scozzese nel 2001 contro la Polonia.

## Palmarès
- Campionato scozzese: 1

Rangers: 2004-2005
- Coppa di Lega scozzese: 1

Rangers: 2004-2005
- Scottish Championship: 1

Dundee: 1997-1998